# Ukiivik
Ukiivik [uˈkiːvik] (nach alter Rechtschreibung Ukîvik; dänisch Sydbay und früher Holsteinsborg) ist eine wüst gefallene grönländische Siedlung im Distrikt Sisimiut in der Qeqqata Kommunia.

## Lage
Die gleichnamige Insel liegt auf der Nordseite der Mündung des Fjords Sisimiut Isortuat (Nordre Isortoq). Die Siedlung lag auf der östlichen Seite der Insel. 32 km südlich liegt Sisimiut als nächster heute noch bewohnter Ort.

## Geschichte
Bereits holländische Walfänger nutzten den Fjord Anfang des 18. Jahrhunderts zum Walfang und gaben der Gegend den Namen Zuydbay. Lourens Feykes Haan beschrieb 1719, wie sie zu besegeln war. Hans Egede besuchte die Gegend 1726, wo er zahlreiche Walfängerschiffe sah. 1748 kam Peder Olsen Walløe hierhin.
Det Almindelige Handelskompagni beauftragte 1756 die Kaufleute Jørgen Holm und Anders Olsen mit der Gründung einer neuen Kolonie. Als Platz wurde die Insel Ukiivik ausgewählt, vermutlich ein Vorschlag von Lars Dalager und noch im selben Sommer wurde ein Wohnhaus mit Laden errichtet. Niels Egede schlug den Namen Holsteinsborg für die neue Kolonie vor, der aber erst am 5. Mai 1760 von der Handelsdirektion genehmigt wurde. Die Benennung erfolgte nach dem Vorsitzenden des Missionskollegiums, Johan Ludvig von Holstein. 1759 hatte Niels Egede eine Missionsloge im 30 km südlich liegenden Asummiut gegründet, sodass Handel und Mission im neuen Kolonialdistrikt Holsteinsborg an zwei verschiedenen Orten lagen. Nachdem Niels Egede zum Kaufmann der Kolonie ernannt worden war und ihm somit auch die Loge unterstand, ließ er die Kolonie in die Nähe von Asummiut nach Sisimiut versetzen. Der Name Holsteinsborg wurde mitgenommen. 1767 wurde die Missionsloge in Asummiut aufgelöst und ebenfalls nach Sisimiut versetzt.
In den 1840er Jahren war Ukiivik noch einmal kurzzeitig bewohnt, als sich dort ein Garnfangversuch befand, der 1845 aufgegeben wurde, wobei das dort befindliche Haus nach Itilleq versetzt wurde.